# لاي (بابوا غينيا الجديدة)
لاي هي ثاني أكبر مدينة في بابوا غينيا الجديدة تمتلك المدينة أكبر ميناء شحن في البلاد وهي المحور الصناعي لبابوا غينيا الجديدة.تُعرف المدينة باسم جاردن سيتي.